# Biggus Dickus
Biggus Dickus (in de Nederlandse ondertiteling vertaald als "Grotus Lullus") is een personage uit de Monty Python film ' Life of Brian '. Hij wordt hier gespeeld door Graham Chapman.
Biggus Dickus is een Romeins officier en van adellijke afkomst. Hij is een vriend van Pontius Pilatus en is getrouwd met Incontinentia Buttocks. Hij heeft een groot spraakgebrek: hij slist namelijk enorm, maar schijnt zich hier niet bewust van te zijn, tot hilariteit van zijn omgeving. Als hij een verklaring voorleest komen de woorden er niet goed uit, zoals in dit stukje "...May be of thome athithtanth if there ith a thudden crithith." Dit is hilarisch als Biggus Dickus een lijst moet voorlezen van gevangenen die vrijgelaten mogen worden. Terwijl iedereen dubbel ligt van het lachen, weet Dickus niet waar het over gaat. Niemand vertelt hem dat hij slist.
Biggus Dickus' eerste verschijning is wanneer Brian Cohen, de hoofdrolspeler, is gevangengenomen. Brian legt dan uit dat zijn vader ook een Romein is en dat hij dus ook recht heeft op een legaal vonnis. Pilatus vraagt hierop om de naam van zijn vader, Maximus Naughty-us ("Maximus Stoutus"), en vraagt waarom die naam zo grappig is. Hij heeft zelf ook een vriend met zo'n naam, en dan valt voor de eerste keer de naam: Biggus Dickus.